# Hortonville (Wisconsin)
Hortonville è un villaggio degli Stati Uniti d'America, situato in Wisconsin, nella contea di Outagamie.